# Erling Moe
 (décembre 2024).
Si vous disposez d'ouvrages ou d'articles de référence ou si vous connaissez des sites web de qualité traitant du thème abordé ici, merci de compléter l'article en donnant les références utiles à sa vérifiabilité et en les liant à la section « Notes et références ».
Erling Hagset Moe, dit Erling Moe, né le 22 juillet 1970 à Molde, est un entraîneur de football norvégien.

## Biographie
Erling Moe a commencé sa carrière d'entraîneur avec le club du SK Træff en 1999, restant dans celui-ci jusqu'en 2004. Le club évoluera dans la troisième division Norvégienne. Lors de sa dernière saison au club, celui sera relégué dans la division inférieure et il quittera le club. Erling Moe enchainera les petits postes au sein du Molde FK à partir de 2005 (coach en développement, entraîneur intérimaire et entraîneur assistant) hormis un petit passage dans le club du Kristiansund BK lors de la seconde partie de la saison 2011, le club évoluait alors en troisième division. Le 7 août 2015, il prend la relève de Tor Ole Skullerud. Il sera nommé intérimaire le temps que le club retrouve un entraîneur. Le 21 octobre 2015, le club nomme l'ancien internationale norvégien Ole Gunnar Solskjær à la tête de l'équipe ce qui fera retourner Erling Moe à son ancien poste. À la suite du départ de Solskjær ayant reçu une proposition d'entraîneur par intérim à Manchester United, Erling Moe reprendra son poste d'entraîneur par intérim à la tête du club.
C'est le 26 avril 2019 qu'il signa en tant qu'entraîneur principale permanent du club de Molde jusqu'à la fin de la saison 2020. Lors de sa première saison en tant qu'entraîneur principale, il remportera le championnat avec 68 points et 14 points d'écart sur le deuxième : Bodø/Glimt (68-54). Et en prime, le club demeurera invaincu à domicile.

## Statistiques
| SK Træff        | 1er janvier 1999 | 31 décembre 2002 | ?   | ?   | ?  | ?  | ?      |
| Kristiansund BK | 25 juillet 2011  | 22 octobre 2011  | 13  | 10  | 2  | 1  | 76,92% |
| Molde FK        | 29 avril 2019    | 8 décembre 2024  | 259 | 161 | 36 | 62 | 62,16% |
| Total           | Total            | Total            | 272 | 171 | 38 | 63 | 69,54  |

## Palmarès

### Molde FK
- Eliteserien 2019 et 2022

- Coupe de Norvège 2021 et 2023

### Distinction personel
- Entraîneur Eliteserien de l'année 2022